# Wonder Boy, Olivier Rousteing, né sous X
Pour plus de détails, voir Fiche technique et Distribution.
Wonder Boy, Olivier Rousteing, né sous X est un film français réalisé par Anissa Bonnefont, sorti en 2019.

## Synopsis
Le film suit le styliste Olivier Rousteing, né sous X, à la recherche de ses origines.

## Fiche technique
- Titre : Wonder Boy, Olivier Rousteing, né sous X
- Réalisation : Anissa Bonnefont
- Scénario : Anissa Bonnefont
- Musique : Yndi Ferreira Da Silva
- Photographie : Thomas Brémond
- Montage : Guerric Catala
- Production : Anissa Bonnefont
- Société de production : Stella Maris Pictures, Sultan Films, Box Fish Productions et Canal+
- Société de distribution : Alba Films (France)
- Pays :  France
- Genre : Documentaire
- Durée : 83 minutes
- Dates de sortie : 
  -  France : 27 novembre 2019

## Distinctions
Le film a été nommé au César du meilleur film documentaire.